# شورش ان لوشان
شورش ان لوشان آشوب و اغتشاش اجتماعی بود که در دوره سلسله تانگ در چین از ۱۶ دسامبر ۷۵۵ تا ۱۷ فوریه ۷۶۳ میلادی به طول انجامید. این شورش زمانی آغاز شد که ژنرال ان لوشان در شمال چین خود را امپراتور نامید و سلسله یان را تأسیس نمود. این واقعه به عنوان شورش آن-شی یا اغتشاشات آن-شی نیز شناخته می‌شود. این شورش پس از مرگ ان لوشان نیز در زمان پسرش، آن چینگ شو، و جانشین آن چینگ شو - شی سیمینگ - ادامه یافت.
این شورش اگرچه در نهایت سرکوب شد، اما محدوده آن بسیار وسیع بود. شورش ان لوشان تمامی چین شمالی به انضمام بخشی از مغولستان امروزی و ترکستان را دربر گرفت. شورش آن لوشان تلفات زیادی دربرداشت (طبق آمار: ۳۶ میلیون کشته) و در نهایت به تضعیف سلسله تانگ و سقوطش در آینده منجر شد.

## شورش و فتح لوئو یانگ
در پایان سال ۷۵۵ میلادی، ان لوشان شورش کرد. ارتش او از فانیانگ (نزدیک پکن امروزی) به سرزمین‌های جنوب سرازیر شد. آن لوشان، در طول راه، کارگزاران تانگ را که به او پیوستند با خشنودی پذیرفت. به تدریج، افراد زیادی به او ملحق شدند. ان لوشان با عبور از آبراه بزرگ، شهر لوئویانگ (پایتخت شرقی تانگ) را در همان سال تسخیر کرد و نیروهای ضعیف و پراکنده تانگ را درهم کوبید. او در لوئویانگ، خود را امپراتور چین خواند و سلسله جدید یان (大燕皇帝) را تأسیس کرد. قدم بعدی او تسخیر چانگان (پایتخت غربی تانگ) و بقیه چین جنوبی بود.

## نتیجه جنگ
سرشماری های انجام شده در نیم قرن قبل از  افزایش تدریجی جمعیت شورشی را نشان می دهد. در آخرین سرشماری انجام شده قبل از شورش ، در سال 755 میلادی ، جمعیت 52،919،309 نفر و 8،914،709 خانوار ثبت شده است. با این حال ، یک سرشماری که در سال 764 ، سال پس از پایان شورش انجام شد ، فقط 16 میلیون و 900 هزار نفر و 2 میلیون و 900 هزار خانوار را ثبت کرد. سرشماری های بعدی فقط خانوارها را محاسبه می کند ، اما در سال 855 این رقم به 4955151 خانوار رسیده است که کمی بیش از نیمی از تعداد ثبت شده در سال 755 است. [33] تفاوت در آمار سرشماری به 36 میلیون نفر می رسد ، یعنی دو سوم جمعیت جمعیت امپراتوری ، اگرچه محققان به عواملی از جمله شکست در مالیات و جمع آوری سرشماری نسبت داده اند. [34]